# Thanstein

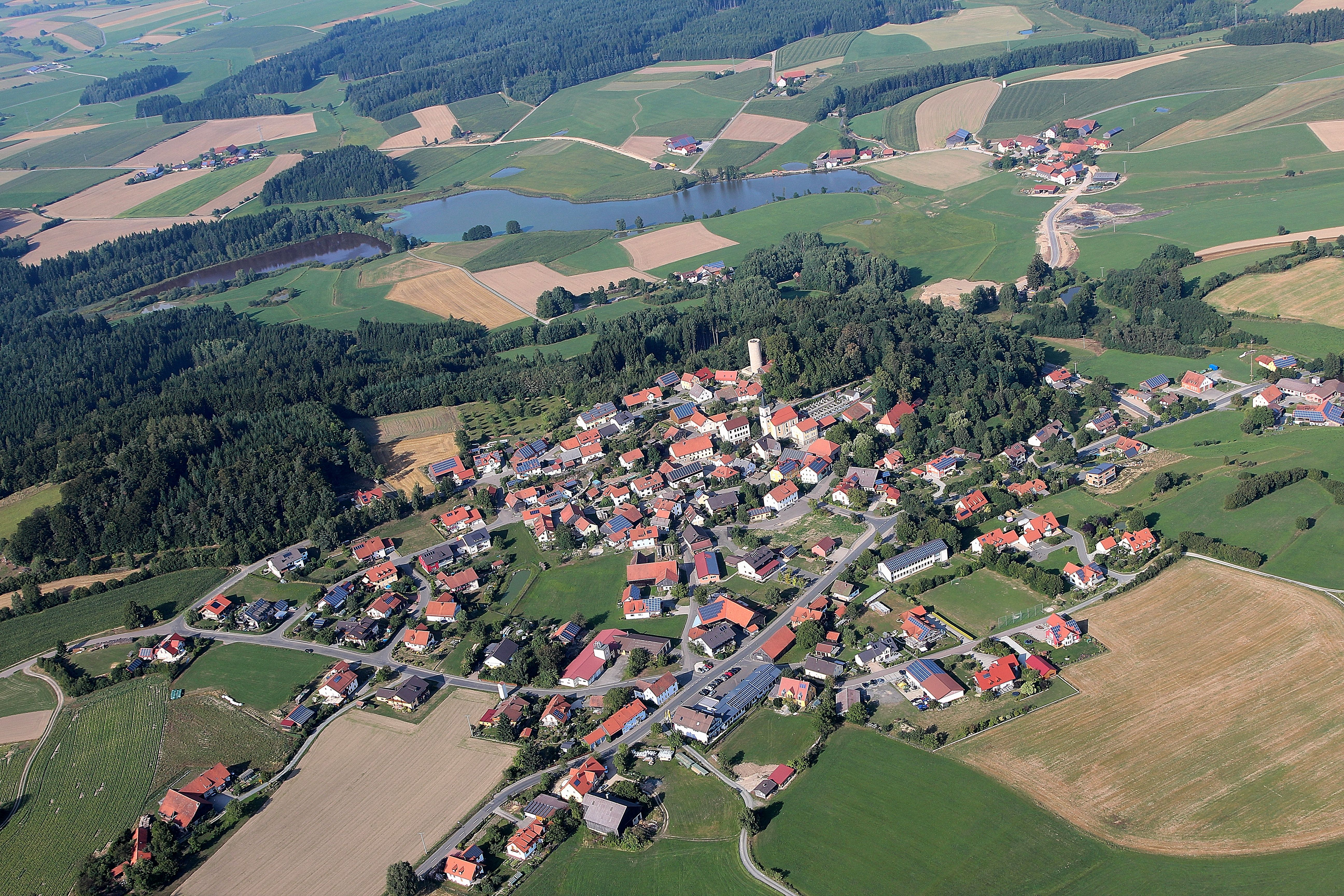
Thanstein (2013)

Thanstein ist eine Gemeinde im Oberpfälzer Landkreis Schwandorf. Die Gemeinde ist Mitglied der Verwaltungsgemeinschaft Neunburg vorm Wald.

## Geographie
Thanstein liegt in der Region Oberpfalz-Mitte.

### Gemeindegliederung
Es gibt 16 Gemeindeteile (in Klammern ist der Siedlungstyp angegeben):
- Berg (Dorf)
- Dautersdorf (Kirchdorf)
- Haindlhof (Einöde)
- Hebersdorf (Dorf)
- Jedesbach (Dorf)
- Jedesbachermühle (Einöde)
- Kiesenberg (Weiler)
- Krähhof (Einöde)
- Kulz (Kirchdorf)
- Kundlmühle (Einöde)
- Neudeck (Weiler)
- Tännesried (Weiler)
- Thanstein (Pfarrdorf)
- Vormurnthal (Einöde)
- Weihermühle (Einöde)
- Ziegelhütte (Weiler)

Daneben bestehen die Einöden Anderlhof, Bayerhof, Reimersäge, Thannmühle und Wagnerhof, die jedoch keine amtlich benannten Gemeindeteile sind.
Es gibt die Gemarkungen Berg, Dautersdorf, Kulz und Thanstein.

### Nachbargemeinden
Die Nachbargemeinden (im Uhrzeigersinn) sind: Winklarn, Rötz, Neunburg vorm Wald und Dieterskirchen.
| Dieterskirchen 9 km      | Winklarn 8 km                               | Winklarn 8 km |
| Dieterskirchen 9 km      | Kompassrose, die auf Nachbargemeinden zeigt | Rötz 7 km     |
| Neunburg vorm Wald 10 km | Neunburg vorm Wald 10 km                    | Rötz 7 km     |

## Geschichte
Historisch gesehen gehören die Burg Altenthanstein, die Burg Thannstein und das Schloss Thanstein als Sitze der Hofmark Thanstein (auch Tannstein oder Tanstein genannt) eng zusammen.
Das Dorf entstand um die Burg Thannstein, die vom Rittergeschlecht der Zenger erbaut wurde.
Thanstein gehörte zum Rentamt Amberg und zum Landgericht Neunburg vorm Wald des Kurfürstentums Bayern. In Thanstein besaßen die Grafen von Holnstein eine offene Hofmark. Im Zuge der Verwaltungsreformen in Bayern entstand mit dem Gemeindeedikt von 1818 die heutige Gemeinde.

### Eingemeindungen
Im Jahr 1946 wurde die Gemeinde Berg eingegliedert und am 1. Januar 1972 die Gemeinde Dautersdorf. Im Zuge der Gebietsreform in Bayern kam am 1. Mai 1978 die Gemeinde Kulz mit den im Jahr 1946 eingegliederten Gemeindeteilen Kiesenbeg und Neudeck der aufgelösten Gemeinde Weislitz hinzu.

### Einwohnerentwicklung
Zwischen 1988 und 2018 sank die Einwohnerzahl von 971 auf 962 um 9 Einwohner bzw. um 0,9 %.
| Jahr      | 1961 | 1970 | 1987 | 1991 | 1995 | 2000 | 2005 | 2010 | 2015 | 2020 |
| --------- | ---- | ---- | ---- | ---- | ---- | ---- | ---- | ---- | ---- | ---- |
| Einwohner | 1057 | 1087 | 0975 | 0968 | 0986 | 0979 | 1030 | 0992 | 0970 | 0958 |

## Politik
- PWD: 1
- FWG: 2
- FWU: 1
- CWG: 3
- CSU: 1

### Verwaltungsgemeinschaft
Am 1. Mai 1976 haben sich im Zuge der Gebietsreform die ehemals selbständigen Gemeinden Dieterskirchen, Neukirchen-Balbini, Thanstein und Schwarzhofen zur Verwaltungsgemeinschaft Neunburg vorm Wald zusammengeschlossen.

### Gemeinderat
Die Gemeinderatswahl 2020 ergab diese Sitzverteilung:
| PWD1   | FWG2    | FWU3   | CWG4    | CSU    |
| ------ | ------- | ------ | ------- | ------ |
| 1 Sitz | 2 Sitze | 1 Sitz | 3 Sitze | 1 Sitz |

1 Parteifreie Wählergruppe Dautersdorf     2 Freie Wählergemeinschaft Thanstein     3 Freie Wähler Union Kulz     4 Christliche Wählergruppe Kulz

### Bürgermeister
Erster Bürgermeister war von 2008 bis 2014 Harald Neußinger (FWG Thanstein). Seit Mai 2014 ist Walter Schauer (Christliche Wählergruppe Kulz) Erster Bürgermeister der Gemeinde.

### Wappen
|                         | Blasonierung: „Durch eine eingeschweifte goldene Spitze, darin auf schwarzem Dreiberg eine grüne Tanne, gespalten von Rot und Schwarz; vorne ein senkrechtes silbernes Jagdhorn, hinten eine senkrechte silberne Zange.“ |
| Wappenführung seit 1982 | |

## Kultur und Sehenswürdigkeiten
- Burg Altenthanstein
- Burg Thanstein
- Schloss Thanstein
- Katholische Pfarrkirche St. Johannes Baptist
- Das OVIGO Theater bietet mit Von Raubrittern und Revolverhelden geführte Erlebniswanderungen bzw. Zeitreisen vom Schloss durch den Ort und zu den Burgüberresten an.

## Wirtschaft und Infrastruktur

### Wirtschaft einschließlich Land- und Forstwirtschaft
Es gab im Jahr 2021 nach der amtlichen Statistik im Bereich Handel und Verkehr 20 sozialversicherungspflichtig Beschäftigte am Arbeitsort. In sonstigen Wirtschaftsbereichen waren 49 sozialversicherungspflichtig Beschäftigte am Arbeitsort. Sozialversicherungspflichtig Beschäftigte am Wohnort gab es insgesamt 441. Im verarbeitenden Gewerbe gab es keine Betriebe, im Bauhauptgewerbe zwei Betriebe. Zudem bestanden im Jahr 2020 47 landwirtschaftliche Betriebe mit einer landwirtschaftlich genutzten Fläche von 1057 ha, davon waren 665 ha Ackerfläche.

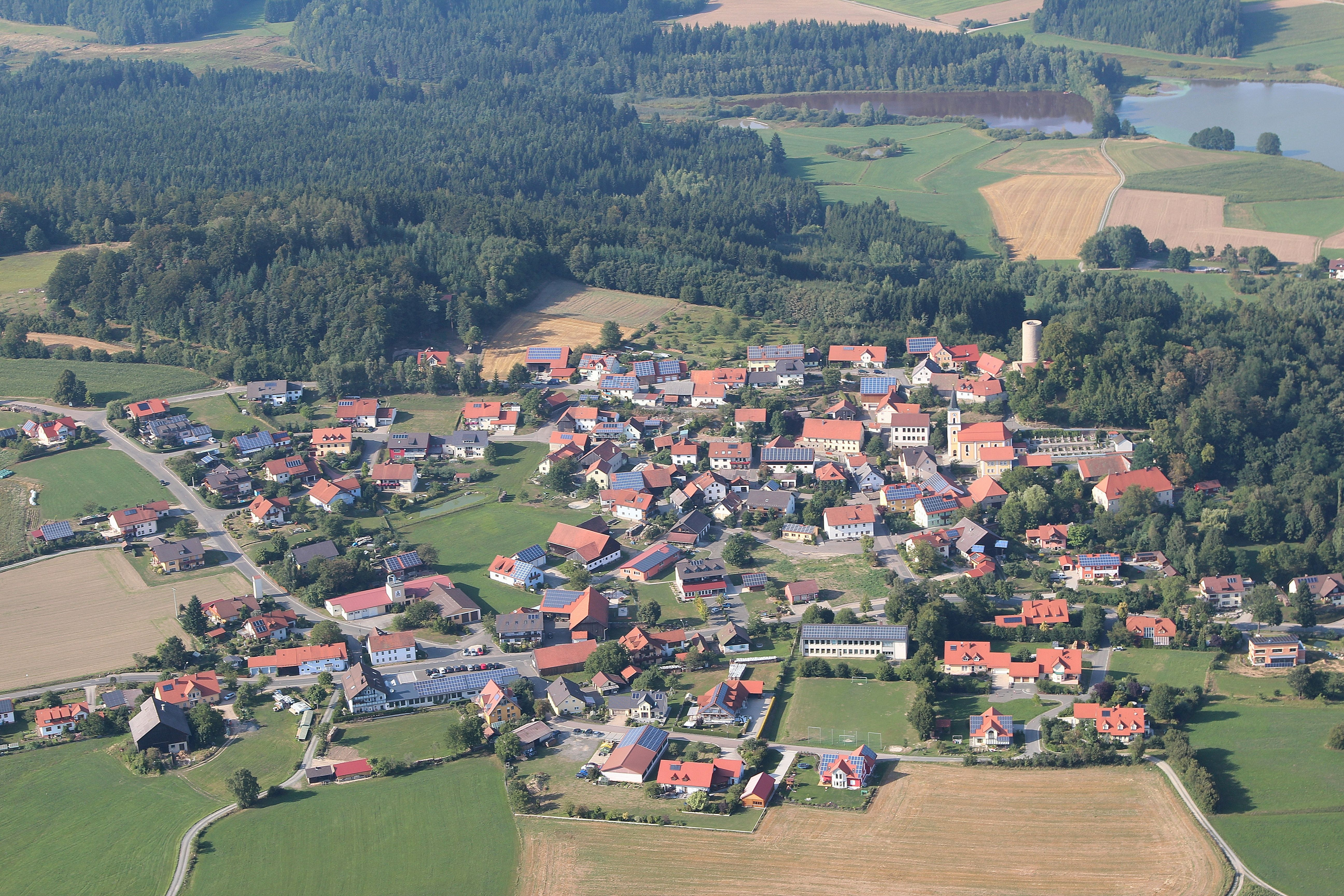
Thanstein (2013)
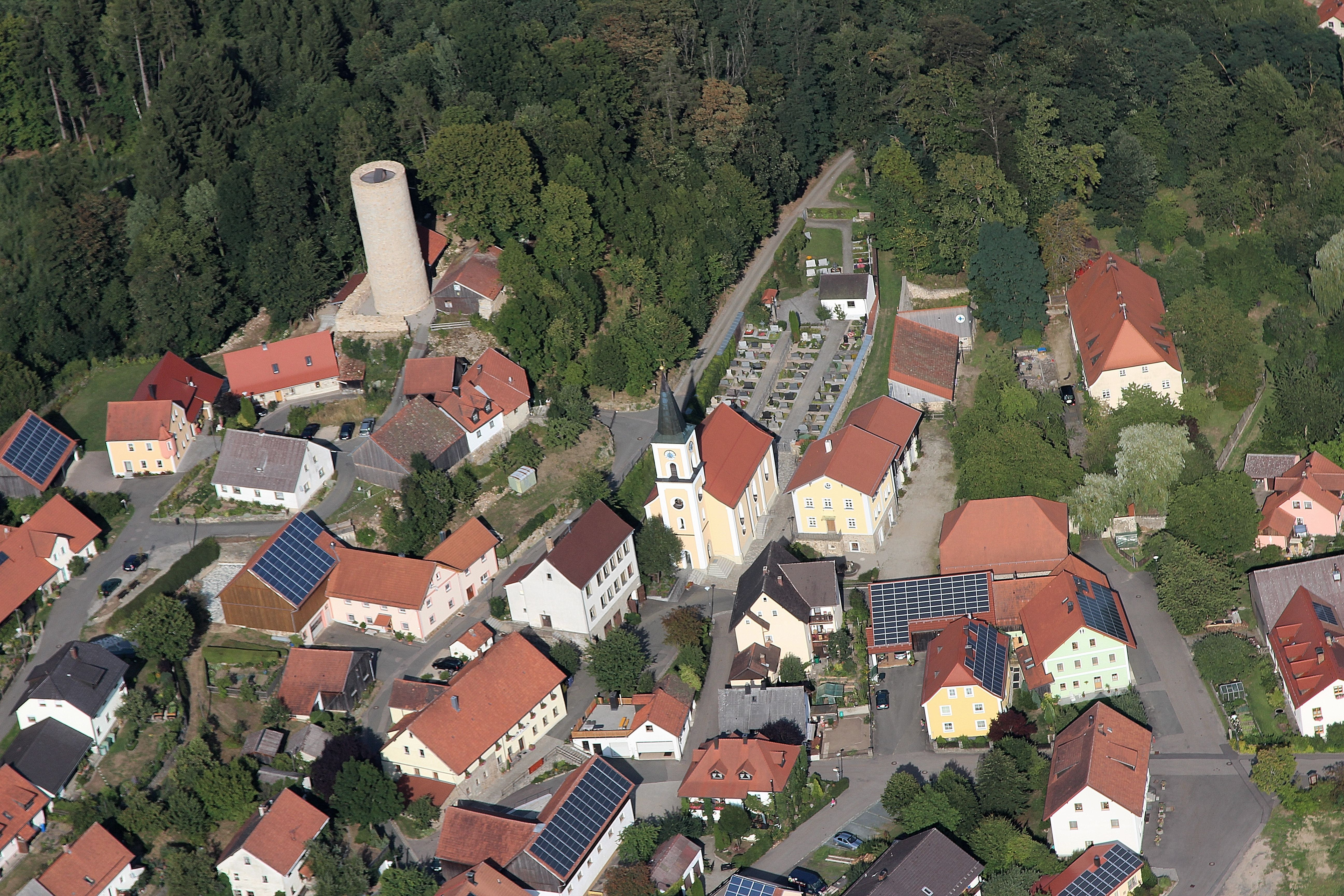
Burgruine und Kirche (2013)
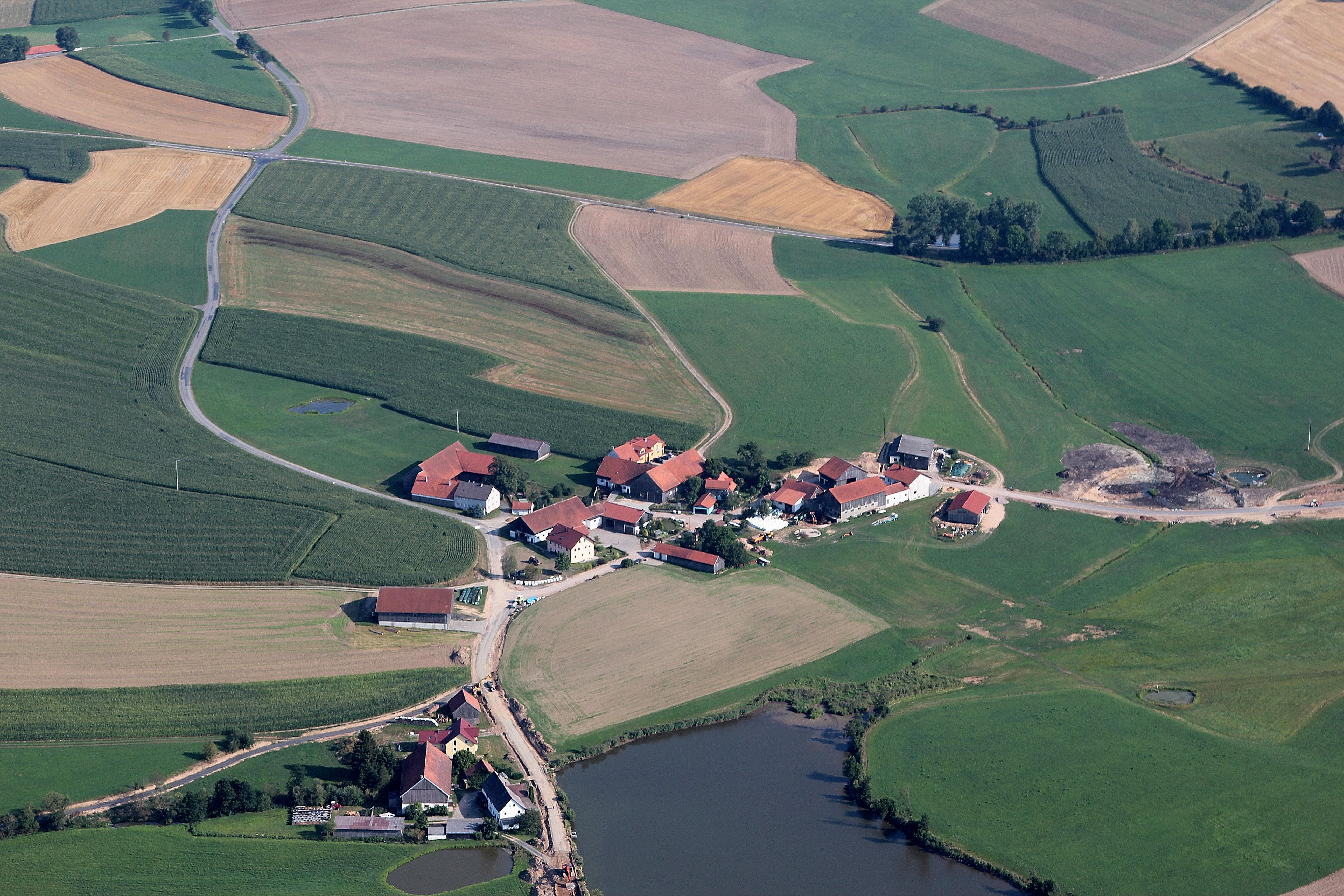
Weihermühle, Tännesried (2013)